# 67e cérémonie des Oscars
La 67e cérémonie des Oscars du cinéma a lieu le 27 mars 1995 et récompense les films sortis en 1994 aux États-Unis. Elle est présentée par David Letterman, au Shrine Auditorium de Los Angeles.
L'Oscar du meilleur film est attribué à Forrest Gump. Ce film avec Tom Hanks a reçu 6 oscars et atteint des recettes de 678 millions de dollars dans le monde, dont 330 aux États-Unis, soit 1 dollar par Américain.
Le Roi Lion a par ailleurs reçu deux Oscars : Meilleure bande originale signée Hans Zimmer et Meilleure musique/chanson originale écrite et composée par le chanteur Elton John et Tim Rice.

## Palmarès
Les lauréats sont indiqués ci-dessous en premier de chaque catégorie et en gras.

### Meilleur film
- Forrest Gump - Wendy Finerman, Steve Starkey et Steve Tisch
  - Quiz Show - Michael Jacobs, Julian Krainin, Michael Nozik et Robert Redford
  - Les Évadés (The Shawshank Redemption) - Niki Marvin
  - Quatre mariages et un enterrement (Four Weddings and a Funeral) - Duncan Kenworthy
  - Pulp Fiction - Quentin Tarantino

### Meilleur réalisateur
- Forrest Gump - Robert Zemeckis
  - Quiz Show - Robert Redford
  - Pulp Fiction - Quentin Tarantino
  - Coups de feu sur Broadway - Woody Allen
  - Trois Couleurs : Rouge - Krzysztof Kieslowski

### Meilleur acteur
- Tom Hanks pour le rôle de Forrest Gump dans Forrest Gump
  - Morgan Freeman pour le rôle de Ellis Boyd Redding dans Les Évadés
  - Nigel Hawthorne pour le rôle de George III dans La Folie du roi George (The Madness of King George)
  - Paul Newman pour le rôle de Sully Sullivan dans Un homme presque parfait (Nobody's Fool)
  - John Travolta pour le rôle de Vincent Vega dans Pulp Fiction

### Meilleure actrice
- Jessica Lange pour le rôle de Carly Marshall dans Blue Sky
  - Jodie Foster pour le rôle de Nell Kellty dans Nell
  - Miranda Richardson pour le rôle de Vivienne Haigh-Wood dans Tom & Viv
  - Winona Ryder pour le rôle de Josephine "Jo" March dans Les Quatre Filles du docteur March (Little Women)
  - Susan Sarandon pour le rôle de Regina Love dans Le Client (The Client)

### Meilleur acteur dans un second rôle
- Martin Landau pour le rôle de Béla Lugosi dans Ed Wood
  - Samuel L. Jackson pour le rôle de Jules Winnfield dans Pulp Fiction
  - Chazz Palminteri pour le rôle de Cheech dans Coups de feu sur Broadway (Bullets Over Broadway)
  - Paul Scofield pour le rôle de Mark Van Doren dans Quiz Show
  - Gary Sinise pour le rôle du lieutenant Dan Taylor dans Forrest Gump

### Meilleure actrice dans un second rôle
- Dianne Wiest pour le rôle de Helen Sinclair dans Coups de feu sur Broadway
  - Rosemary Harris pour le rôle de Rose Haigh-Wood dans Tom & Viv
  - Helen Mirren pour le rôle de Charlotte de Mecklembourg-Strelitz dans La Folie du roi George
  - Uma Thurman pour le rôle de Mia Wallace dans Pulp Fiction
  - Jennifer Tilly pour le rôle de Olive Neal dans Coups de feu sur Broadway

### Meilleur scénario original
- Pulp Fiction - Quentin Tarantino et Roger Avary
  - Coups de feu sur Broadway - Woody Allen et Douglas McGrath
  - Quatre mariages et un enterrement - Richard Curtis
  - Trois Couleurs : Rouge - Krzysztof Kieslowski et Krzysztof Piesiewicz
  - Créatures célestes (Heavenly Creatures) - Peter Jackson et Fran Walsh

### Meilleure adaptation
- Forrest Gump - Eric Roth
  - La Folie du roi George - Alan Bennett
  - Un homme presque parfait - Robert Benton
  - Quiz Show - Paul Attanasio
  - Les Évadés - Frank Darabont

### Meilleure photographie
- Légendes d'automne (Legends of the Fall) - John Toll
  - Forrest Gump – Don Burgess
  - Les Évadés (The Shawshank Redemption) – Roger Deakins
  - Wyatt Earp – Owen Roizman
  - Trois Couleurs : Rouge – Piotr Sobociński

### Meilleure direction artistique
- La Folie du roi George (The Madness of King George) – Ken Adam (direction artistique), Carolyn Scott (décors)
  - Coups de feu sur Broadway (Bullets Over Broadway) – Santo Loquasto (direction artistique), Susan Bode (décors)
  - Forrest Gump – Rick Carter (direction artistique), Nancy Haigh (décors)
  - Entretien avec un vampire (Interview with the Vampire) – Dante Ferretti (direction artistique), Francesca Lo Schiavo (décors)
  - Légendes d'automne (Legends of the Fall) – Lilly Kilvert (en) (direction artistique), Dorree Cooper (décors)

### Meilleurs costumes
- Priscilla, folle du désert (The Adventures of Priscilla, Queen of the Desert) - Lizzy Gardiner et Tim Chappel
  - Les Quatre Filles du docteur March (Little Women) – Colleen Atwood
  - La reine Margot – Moidele Bickel
  - Maverick – April Ferry
  - Coups de feu sur Broadway (Bullets Over Broadway) – Jeffrey Kurland

### Meilleur son
- Speed - Gregg Landaker, Steve Maslow, Bob Beemer et David MacMillan
  - Danger immédiat (Clear and Present Danger) – Donald O. Mitchell, Michael Herbick (en), Frank A. Montaño et Art Rochester (en)
  - Forrest Gump – Randy Thom, Tom Johnson, Dennis S. Sands et William B. Kaplan
  - Légendes d'automne (Legends of the Fall) – Paul Massey, David E. Campbell, Chris Noth et Douglas Ganton
  - Les Évadés (The Shawshank Redemption) – Robert J. Litt, Elliot Tyson, Michael Herbick (en) et Willie D. Burton

### Meilleur montage
- Forrest Gump - Arthur Schmidt
  - Hoop Dreams – Frederick Marx, Steve James et William Haugse
  - Pulp Fiction – Sally Menke
  - Les Évadés (The Shawshank Redemption) – Richard Francis-Bruce
  - Speed – John Wright

### Meilleur montage sonore
- Speed - Stephen Hunter Flick
  - Danger immédiat (Clear and Present Danger) – Bruce Stambler et John Leveque
  - Forrest Gump – Gloria S. Borders et Randy Thom

### Meilleurs effets spéciaux
- Forrest Gump - Ken Ralston, George Murphy, Stephen Rosenbaum et Allen Hall
- True Lies - John Bruno, Thomas L. Fisher, Jacques Stroweis et Pat McClung
- The Mask - Scott Squires, Steve 'Spaz' Williams, Tom Bertino et Jon Farhat

### Meilleur maquillage
- Ed Wood - Ve Neill, Rick Baker et Yolanda Toussieng
- Forrest Gump - Daniel C. Striepeke, Hallie D'Amore et Judith A. Cory
- Frankenstein - Daniel Parker, Paul Engelen et Carol Hemming

### Meilleure musique ou chanson originale
- Le Roi lion (The Lion King) - Elton John et Tim Rice pour la chanson "Can You Feel the Love Tonight" 
  - Le Roi lion (The Lion King) - Elton John et Tim Rice pour la chanson "Hakuna Matata"
  - Le Roi lion (The Lion King) - Elton John et Tim Rice pour la chanson "Circle of Life"
  - Junior – Carole Bayer Sager, James Newton Howard, James Ingram et Patty Smyth pour la chanson "Look What Love Has Done"
  - Le Journal (The Paper) - Randy Newman pour la chanson "Make Up Your Mind"

### Meilleure bande originale
- Le Roi lion - Hans Zimmer
- Les Quatre Filles du docteur March - Thomas Newman
- Les évadés - Thomas Newman
- Forrest Gump - Alan Silvestri
- Entretien avec un vampire - Elliot Goldenthal

### Meilleur film en langue étrangère
- Soleil trompeur (Utomlyonnye solntsem) de Nikita Mikhalkov •  Russie (en russe)
  - Before the Rain (macédonien : Пред дождот, Pred doždot) de Milcho Manchevski •  Macédoine (en albanais)
  - Salé, Sucré (Yin shi nan nu) de Ang Lee •  Taïwan (en mandarin)
  - Farinelli de Gérard Corbiau •  Belgique (en français et italien)
  - Fraise et Chocolat (Fresa y chocolate) de Tomás Gutiérrez Alea et Juan Carlos Tabío •  Cuba (en espagnol)

### Meilleur film documentaire
- Maya Lin: A Strong Clear Vision – Freida Lee Mock et Terry Sanders
  - A Great Day in Harlem – Jean Bach
  - D-Day Remembered, épisode D-Day Remembered – Charles Guggenheim
  - Complaints of a Dutiful Daughter – Deborah Hoffmann
  - Freedom on My Mind – Connie Field et Marilyn Mulford

### Meilleur court métrage (prises de vues réelles)
- Franz Kafka's It's a Wonderful Life - Peter Capaldi et Ruth Kenley-Letts
- Trevor - Peggy Rajski et Randy Stone
- Kangaroo Court - Sean Astin et Christine Astin
- On Hope - JoBeth Williams et Michele McGuire
- Syrup - Paul Unwin et Nick Vivian

### Meilleur court métrage (documentaire)
- A Time for Justice - Charles Guggenheim
- 89 mm de l'Europe - Marcel Lozinski
- School of the Americas Assassins - Robert Richter
- Straight from the Heart - Dee Mosbacher et Frances Reid
- Blues Highway - Vince DiPersio et Bill Guttentag

### Meilleur court métrage (animation)
- Bob's Birthday - Alison Snowden et David Fine
- The Big Story - Tim Watts et David Stoten
- Le Moine et le Poisson - Michael Dudok de Wit
- The Janitor - Vanessa Schwartz
- Triangle - Erica Russell

### Oscar d'honneur
- Michelangelo Antonioni

### Irving G. Thalberg Memorial Award
- Clint Eastwood

### Jean Hersholt Humanitarian Award
- Quincy Jones

## Statistiques

### Nominations multiples
- 13 : Forrest Gump
- 7 : Coups de feu sur Broadway, Les Évadés (The Shawshank Redemption), Pulp Fiction
- 4 : La Folie du roi George (The Madness of King George), Quiz Show
- 3 : Légendes d'automne (Legends of the Fall), Les Quatre Filles du docteur March (Little Women), Speed, Trois Couleurs : Rouge
- 2 : Danger immédiat, Ed Wood, Entretien avec un vampire, Quatre mariages et un enterrement, Le Roi lion, Tom & Viv, Un homme presque parfait (Nobody's Fool)

### Récompenses multiples
- 6 / 13 : Forrest Gump
- 2 / 3 : Speed
- 2 / 2 : Ed Wood
- 2 / 2 : Le Roi lion

### Les grands perdants
- 1 / 7 : Pulp Fiction
- 1 / 7 : Coups de feu sur Broadway
- 1 / 4 : La Folie du roi George (The Madness of King George)
- 1 / 3 : Légendes d'automne (Legends of the Fall)
- 0 / 7 : Les Évadés (The Shawshank Redemption)
- 0 / 4 : Quiz Show
- 0 / 3 : Les Quatre Filles du docteur March (Little Women)
- 0 / 3 : Trois Couleurs : Rouge

## In Memoriam
L'hommage annuel In Memoriam, présenté par l'actrice Sigourney Weaver, a honoré les personnes suivantes.
- Fernando Rey
- Cameron Mitchell
- Barry Sullivan
- Giulietta Masina
- Peter Cushing
- Frank Wells
- Noah Beery, Jr.
- Woody Strode
- Jessica Tandy
- Tom Ewell
- Lionel Stander
- Jule Styne
- Arthur Krim
- Walter Lantz
- Ferdinando Scarfiotti
- Robert Bolt
- Donald Pleasence
- Harry Saltzman
- Terence Young
- Burt Lancaster
- Henry Mancini
- Martha Raye
- George Peppard
- Gilbert Roland
- Rossano Brazzi
- Cab Calloway
- Mildred Natwick
- Macdonald Carey
- David Wayne
- Raúl Juliá